# Pan de san Antonio (Torrebaja)
El Pan de san Antonio es una celebración socio-religiosa tradicional de Torrebaja, aunque no exclusiva de esta población del Rincón de Ademuz, (Comunidad Valenciana, España).

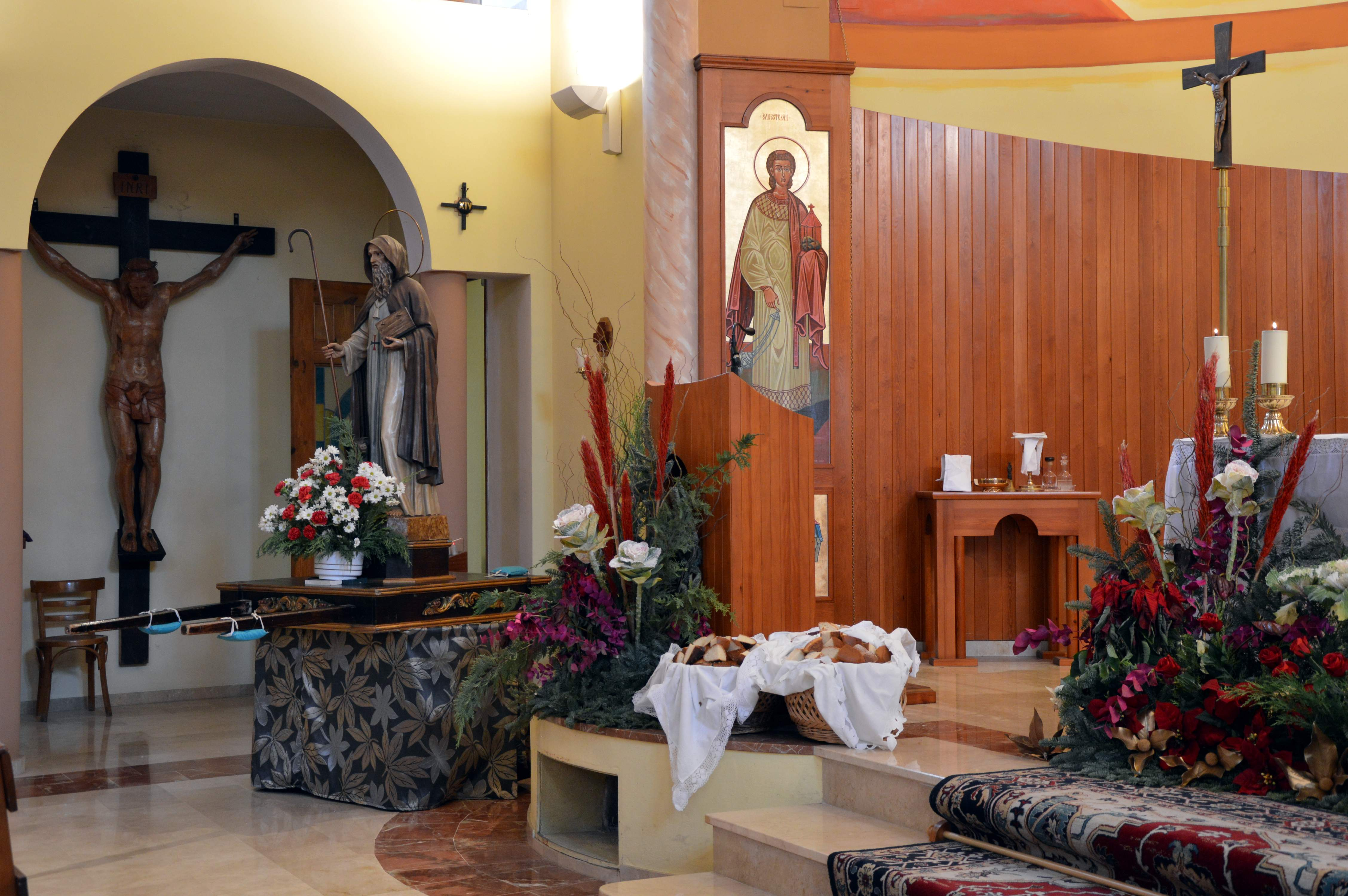
Pan de san Antonio Abad en la iglesia parroquial de Torrebaja (Valencia).

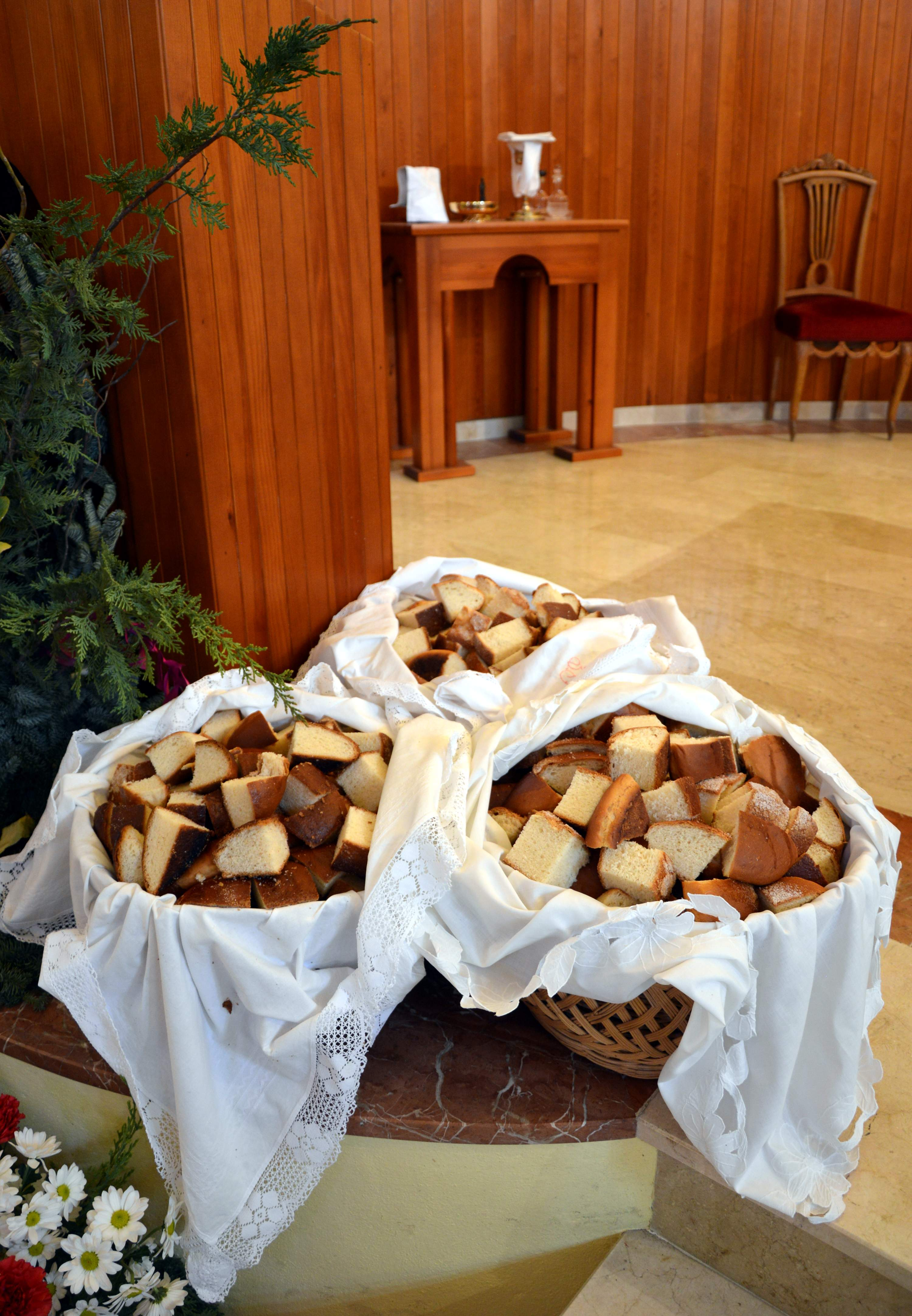
Pan de san Antonio Abad en la iglesia parroquial de Torrebaja (Valencia).

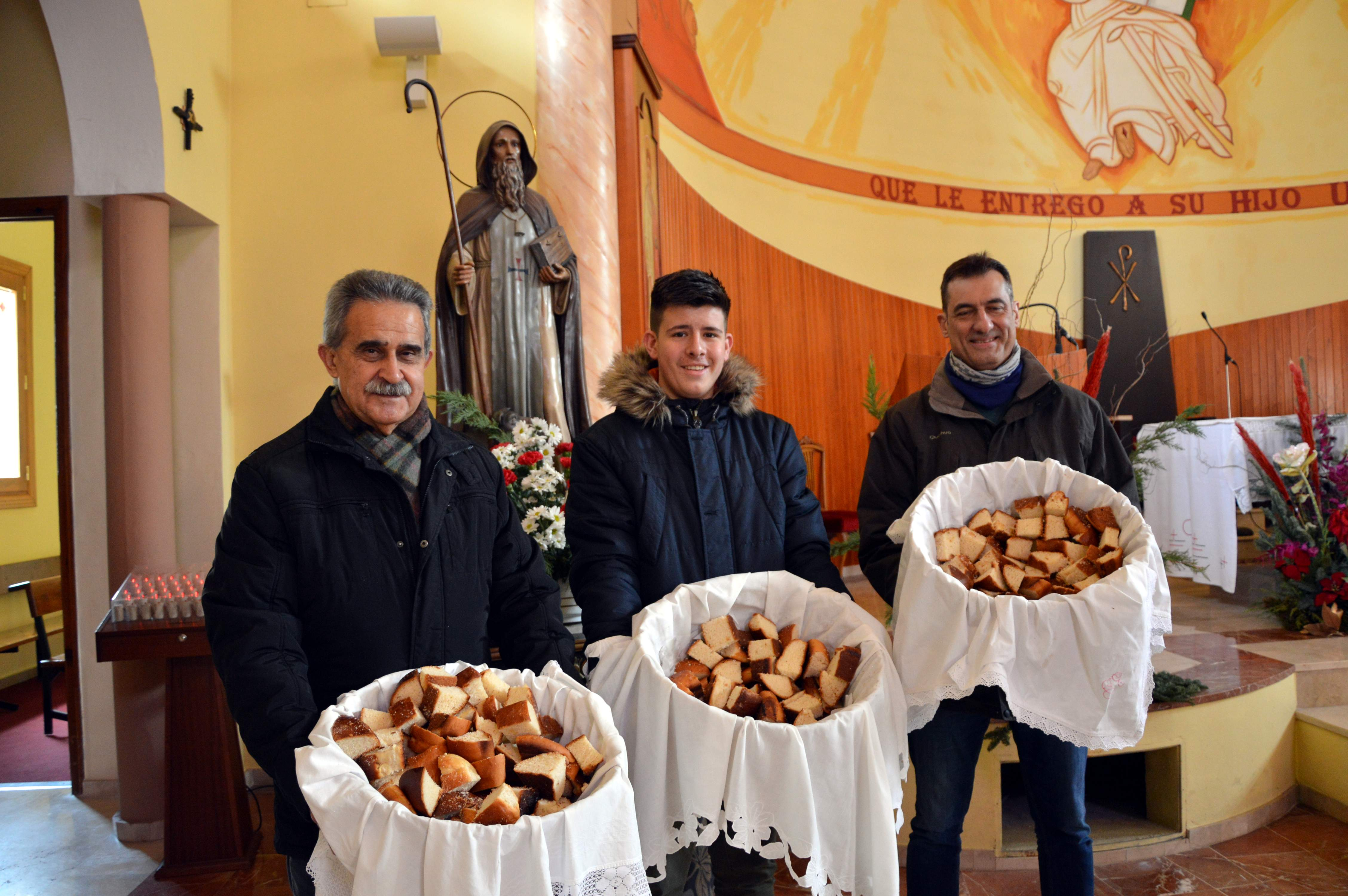
Cofrades de san Antonio Abad en la iglesia de Torrebaja (Valencia).

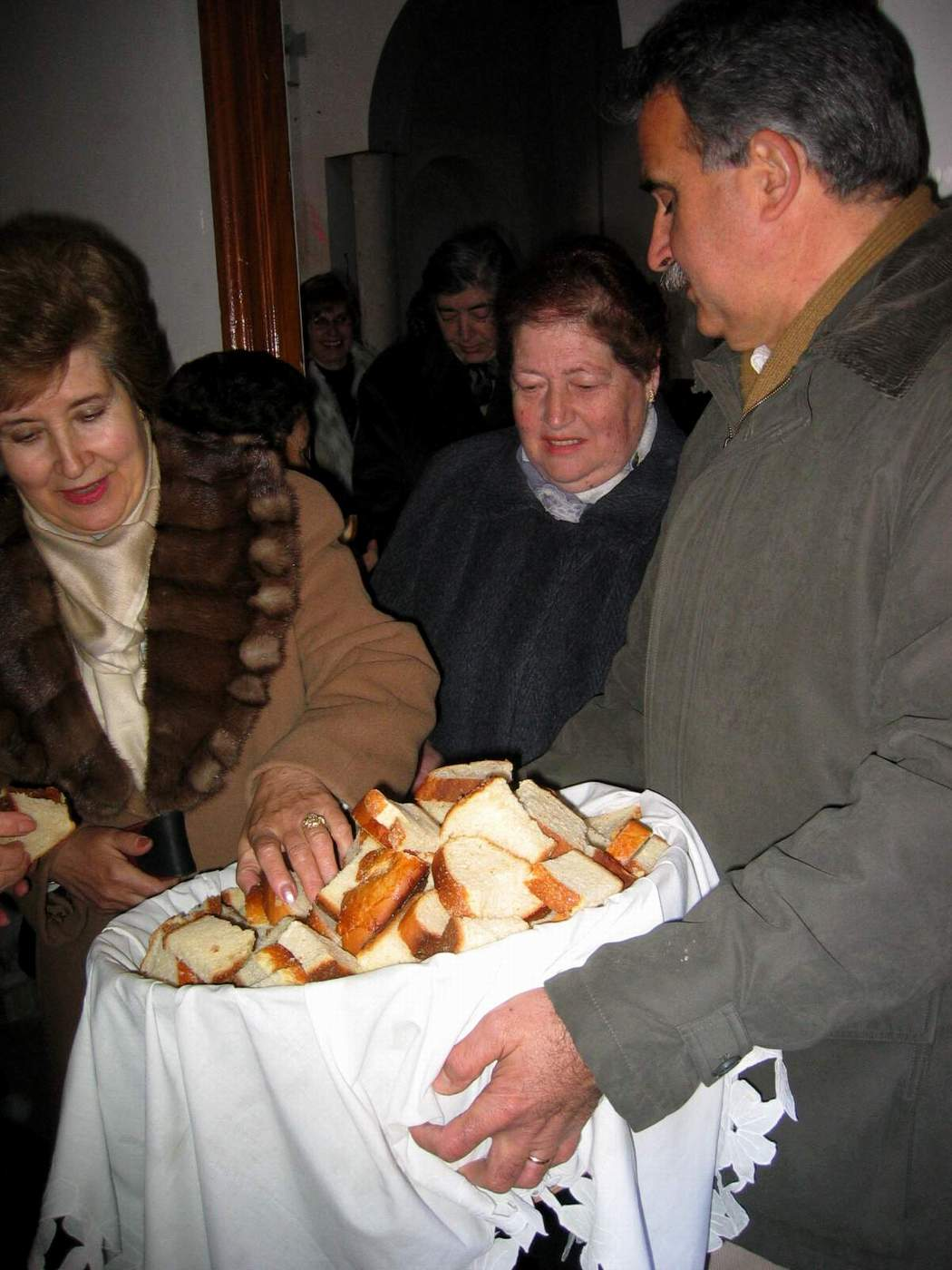
Detalle del reparto del pan dormido de San Antonio Abad en el atrio de la Iglesia parroquial de Santa Marina de Torrebaja.

Consiste en el reparto de pan dormido por san san Antón, acto que tiene lugar en la onomástica del santo (17 de enero), y corre a cargo de una hermandad local de origen familiar.

## Desarrollo y ejecución
Cada año una familia de esta hermandad se encarga de hacer –trocear, llevar a la iglesia y repartir- el pan dormido de san Antonio. La elección de la familia actuante tiene lugar mediante sorteo o insaculación el año anterior. La tradición antigua mandaba que cada cofrade aportara un kilo de harina sin cerner y tres huevos para elaborar el pan.
Hasta los años cincuenta del siglo XX, la preparación del pan del santo (cerner la harina, amasar, hornear, trocear...) se realizaba en la casa del cofrade favorecido ese año. El salvado resultante del cernido se lo quedaba la familia responsable de la elaboración del pan, a modo de compensación por el trabajo realizado. El salvado se utilizaba como pienso animal, mezclado con otros alimentos.
El pan dormido se hacía con la harina resultante, a la que se añadían los huevos, el azúcar y ralladuras de limón, naranja u otros aromatizantes naturales.
Lo habitual era pasar toda la noche amasando, «subiendo la masa» hasta se elaboración final. La masa se guardaba en escriños, envuelta en frazadas de tela para mejor conservar el calor. De las hogueras que esa misma noche se encendían por las calles, la familia responsable de la elaboración del pan retiraba ascuas, para mantener la temperatura del amasado. Al amanecer se llevaba la masa al horno comunal, donde se horneaba. En la actualidad, el pan dormido se encarga al horno/panadería local, pues los vecinos ya no siembran trigo, no trillan ni llevan el cereal a moler, tampoco ciernen ni hornean, como era lo habitual en otro tiempo.
El reparto del pan dormido de San Antonio se realiza en el atrio de la Iglesia parroquial de Santa Marina después de la misa y la procesión en honor del santo abad, bienaventurado de gran predicamento en esta zona rural. Los «hermanos» de la cofradía de San Antonio, el día del santo llevan a la iglesia dos o más cestas llenas de pan dormido troceado, que colocan al pie de la imagen del santo abad, dispuesto sobre sus andas junto al presbiterio.
Concluida la procesión, el sacerdote oficiante realiza la bendición del pan dormido contenido en las cestas, cantándose a continuación los tradicionales «Gozos» del santo.
Tras el canto de los Gozos tiene lugar el singular reparto, para lo cual dos cofrades, cada uno con su cesta, se colocan junto a las puertas del atrio exterior. Conforme van saliendo del templo, los fieles cogen varios trozos del pan dormido -El reparto se realiza entre todos los feligreses que asisten ese día a la iglesia, no solo entre los pobres como sucedía con el «pan de los pobres» de san Antonio de Padua-: Antaño, algunos vecinos únicamente iban a misa el día de San Antón, para recoger el pan del santo.
El pan dormido sirve para comerlo, y como vehículo seguro de valores espirituales para los creyentes, dado que está bendecido por el santo intercesor. Las propiedades protectoras se hacían extensivas a los animales de la casa, de ahí que se ofreciera desmigajado a los animales y aves del corral: cerdos, pollos, conejos, etc.

## Historia y significado
Se desconoce el comienzo de esta singular costumbre en Torrebaja, aunque su origen puede estar en el ofrecimiento de llevar a cabo la celebración, como promesa ante una comprometida situación familiar, o por algún favor recibido del santo abad de la Tebaida. En otros lugares en vez de pan dormido se hacen bollos, rollos o rolletes, con el mismo significado.
Según el testimonio de los cofrades más ancianos, durante el pasado siglo XX solo dejó de celebrarse los años de la Guerra Civil Española (1936-1939). 
La peculiaridad de la cofradía de San Antonio Abad de Torrebaja estriba en que está formada por una veintena de vecinos, y que solo se puede pertenecer a ella por vínculo de sangre, ya que todos ellos poseen el apellido «Esparza» o «Gómez», heredándose de padres a hijos el derecho de pertenencia a esta hermandad antoniana.
Para acercarnos a la comprensión de su significado debe tenerse en cuenta que el pan dormido de san Antón es ante todo pan, nutriente esencial en la dieta mediterránea de la tradición judeocristiana, fundadora y sostén de la civilización occidental, junto con Grecia y Roma. El pan es además «signo social y religioso de amistad y comunión entre los seres humanos», de ahí su «carácter simbólico e incluso mágico» en nuestra cultura.

## Galería

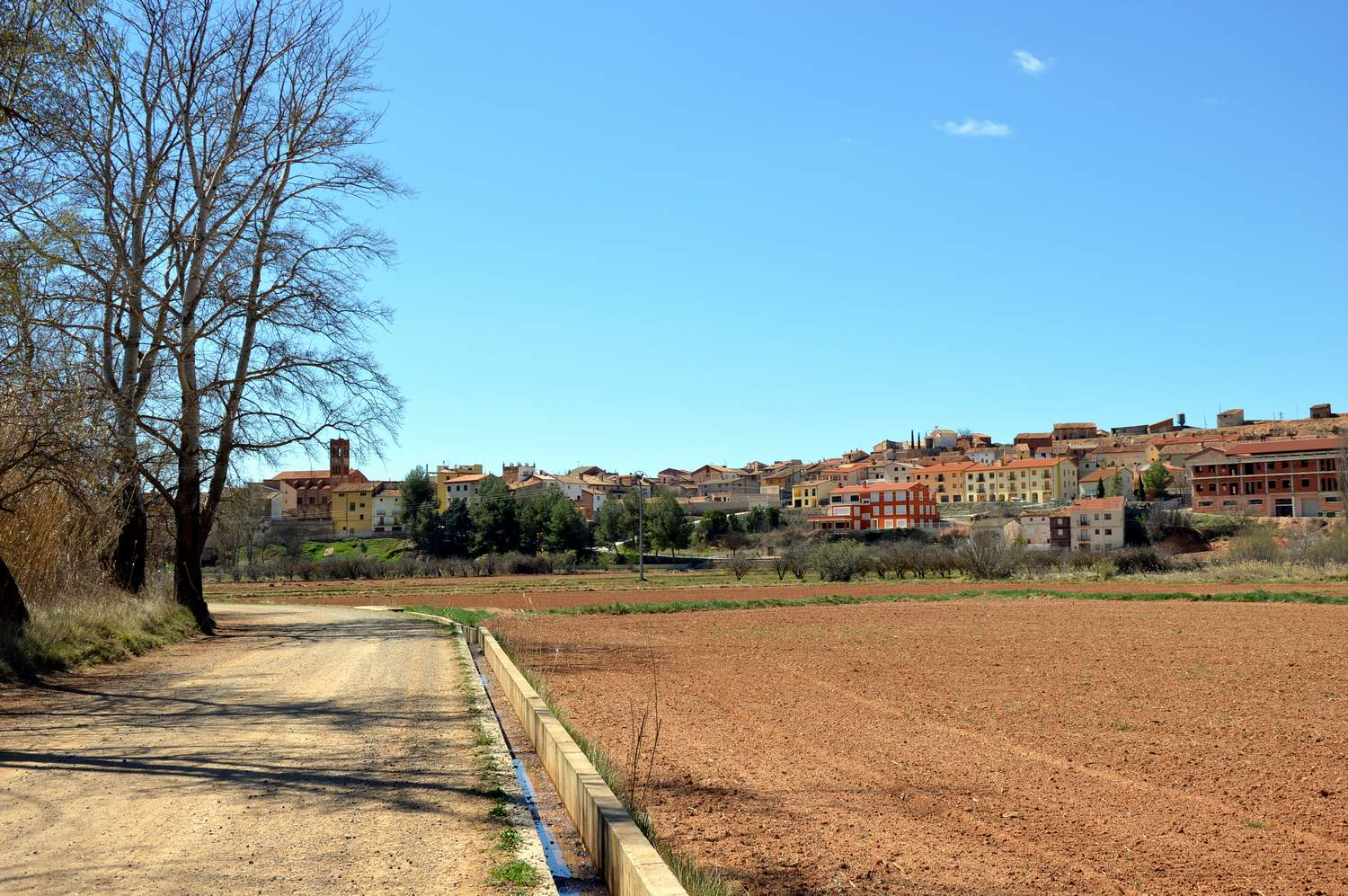
Vista general de Torrebaja en invierno, desde la ribera del Turia.
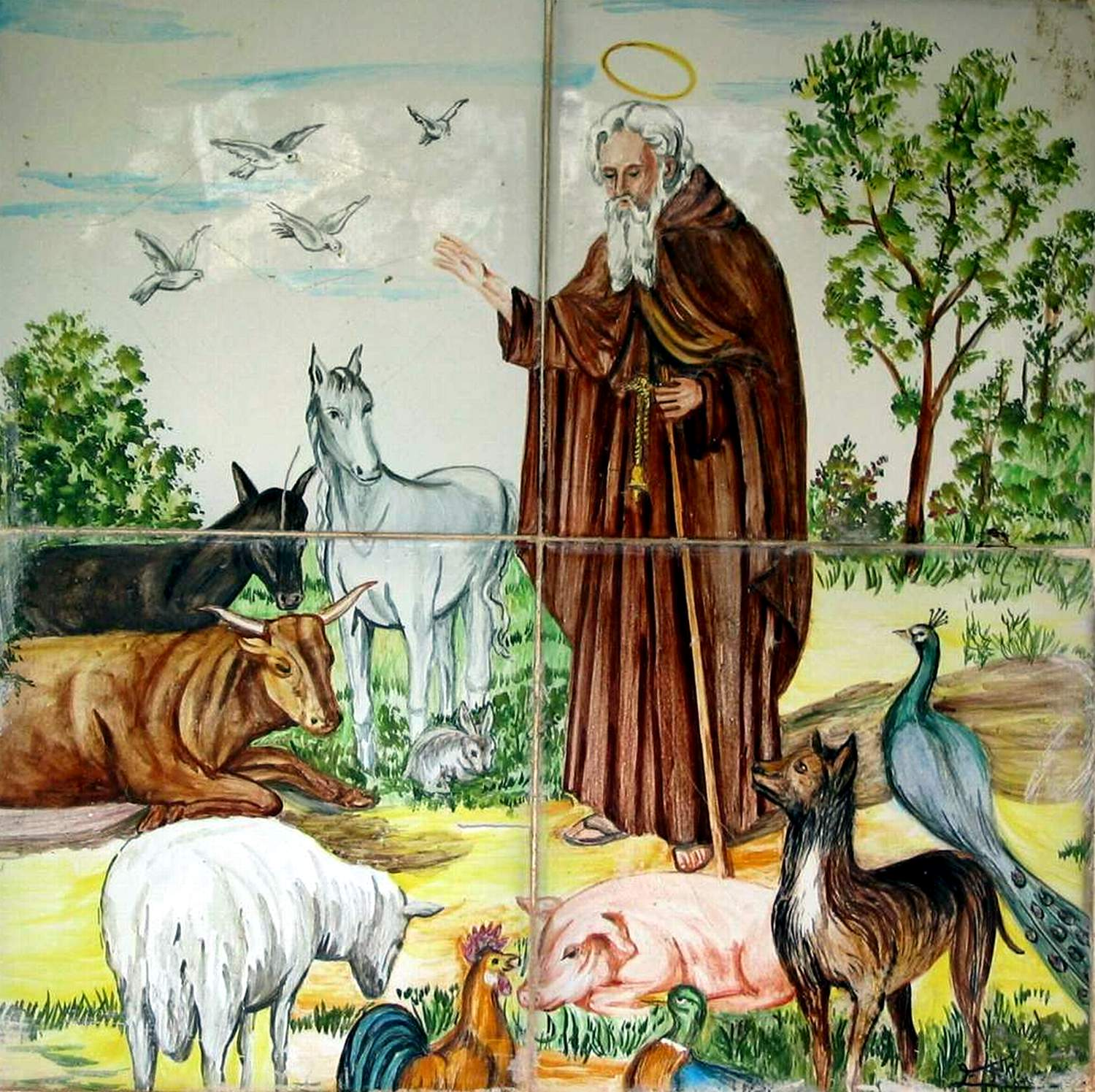
Plafón cerámico con la representación de San Antonio Abad, "San Antón", en un pilón de Torrealta (Valencia).
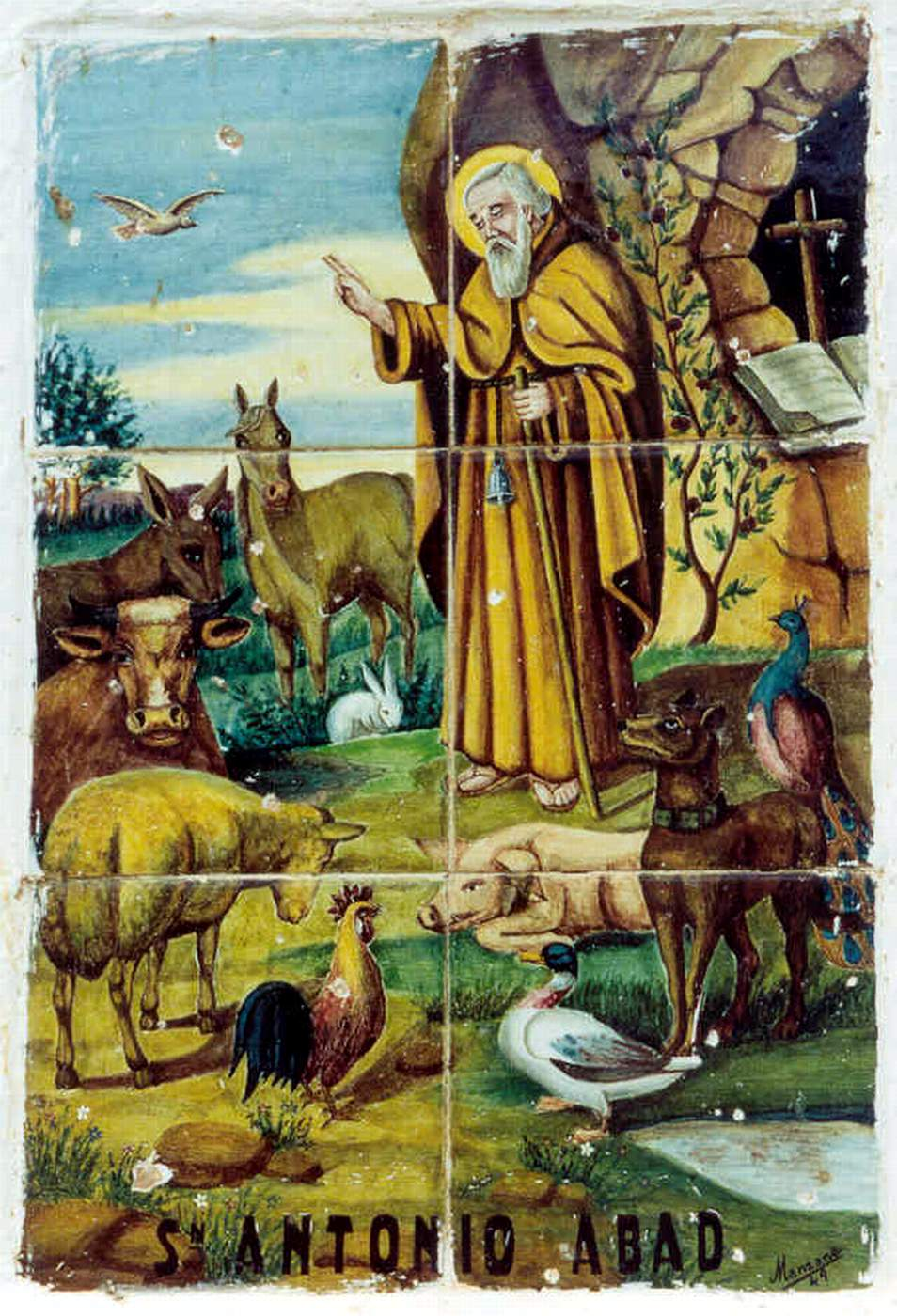
Plafón cerámico con la representación de San Antonio Abad, "San Antón", en la fuente de Arriba de Puebla de San Miguel (Valencia).